# Опудало (фільм, 1920)
Опудало (англ. The Scarecrow) — американська короткометражна кінокомедія Бастера Кітона 1920 року.

## Сюжет
Сільськогосподарські робітники Кітон і Робертс живуть в одному котеджі, повному різноманітних механічних пристроїв, які полегшують життя. Вони борються за серце дочки фермера. Кітон переодягається опудалом і цим доставляє своєму супернику і фермеру масу проблем …

## У ролях
- Бастер Кітон — робітник
- Мері Астор — незначна роль
- Едвард Ф. Клайн — водій вантажівки
- Собака Люк
- Джо Кітон — фермер
- Джо Робертс — робітник
- Сібіл Сілі — дочка фермера
- Аль Ст. Джон — чоловік на мопеді